# Trustschap Somalië
Het Trustschap Somalië (Italiaans: Amministrazione Fiduciaria della Somalia), officieel het Trustschap Somalië onder Italiaans Bestuur, was een trustschap van de Verenigde Naties in het gebied dat tegenwoordig deel uitmaakt van Somalië. 
Het trustschap kwam voort uit de kolonie Italiaans-Somaliland. Deze kolonie was in 1936 samengevoegd met andere Italiaanse kolonies tot Italiaans-Oost-Afrika. Het gebied werd gedurende de Tweede Wereldoorlog in 1941 door Britse en Zuid-Afrikaanse troepen bezet en bleef onder Brits bestuur totdat de Verenigde Naties besloten er in 1949 een trustschap van te maken onder Italiaans bestuur. 
Op 1 juli 1960 werd het trustschap samengevoegd met de Staat Somaliland tot de onafhankelijke Republiek Somalië. De Staat Somaliland kwam voort uit de protectoraat Brits-Somaliland en was net vier dagen vroeger van Groot-Brittannië onafhankelijk geworden.